# В Бореньке чего-то нет
«В Бореньке чего-то нет» — российский сериал московского театра «Квартет И», основанный на одноимённом спектакле этого коллектива. Снят режиссёром Никитой Власовым, сценарий написали Сергей Петрейков, Леонид Барац и Ростислав Хаит. Главные роли сыграли Максим Виторган, Ростислав Хаит, Леонид Барац, Александр Демидов и Камиль Ларин. Премьерный показ проходил на видеосервисе Start с 11 ноября по 23 декабря 2021 года. Сериал получил неоднозначные отзывы критиков.

## Сюжет
В сериале обыгрывается сюжет фильма Федерико Феллини «Восемь с половиной» — это история создания фильма и творческого кризиса. Основное действие происходит на киностудии, во время банкета по случаю окончания съёмок фильма известного режиссёра. Пока основной состав актёров и съёмочная группа развлекаются, общаются и обсуждают завершение съёмок, режиссёр размышляет, удалось ли ему создать что-то достойное и «настоящее» после множества стандартных кинокартин «про ментов и бандитов».
Одноимённый спектакль
Премьера спектакля, по которому сняли сериал, состоялась в 2016 году. Сюжет для него создавали на протяжении четырёх лет. В сериале (как и театре), в роли «Бореньки, в котором чего-то нет», выступает продюсер фильма Борис Наумович (Ростислав Хаит). По окончании школы он мечтал поступить во ВГИК, но его отец, известный режиссёр, был против. Однажды, когда у них в доме собрались гости и кто-то спросил про будущую карьеру Бориса, отец ответил: «Чтобы быть режиссёром, надо, чтобы в человеке что-то было». С тех пор Борис потерял чувство уверенности в себе, и каждый раз, когда он пытался что-то делать, он слышал слова отца. «Правда, так и не понял — чего. Но, судя по всему, папа был прав. Потому что, если бы оно было, я бы уже давно наплевал, что его нет, и стал режиссёром. А я не стал. Значит — нет».
Прототипом Бореньки, по словам Ростислава Хаита, является Александр Эммануилович Нахимсон. С ним «Квартет И» познакомился на съёмках «Дня радио», где Нахимсон работал исполнительным продюсером (директором картины).
Список серий
| № серии | Премьера   |
| ------- | ---------- |
| 1       | 11.11.2021 |
| 2       | 11.11.2021 |
| 3       | 18.11.2021 |
| 4       | 25.11.2021 |
| 5       | 02.12.2021 |
| 6       | 09.12.2021 |
| 7       | 16.12.2021 |
| 8       | 23.12.2021 |

## В ролях
| Актёр                 | Роль                            |
| --------------------- | ------------------------------- |
| Максим Виторган       | режиссёр Максим                 |
| Ростислав Хаит        | директор картины Борис Наумович |
| Леонид Барац          | сценарист Кирилл                |
| Александр Демидов     | сценарист Гриша                 |
| Камиль Ларин          | актёр Олег                      |
| Виктория Толстоганова | второй режиссер Инна            |
| Павел Майков          | актёр Калмыков                  |
| Анастасия Уколова     | «хлопушка» Соня                 |
| Алексей Агранович     | оператор Юра                    |
| Юлия Топольницкая     | Света                           |
| Василий Михайлов      | новый оператор Женя             |
| Ирина Гринёва         | журналистка                     |
| Евгения Вайс          | Алина                           |
| Елена Полякова        | жена Миши                       |
| Михаил Полицеймако    | Миша                            |
| Георгий Мартиросьян   | папа                            |
| Родион Толоконников   | Стасик                          |
| Арина Маракулина      | гримёр Галя                     |
| Полина Ауг            | гримёр Тома                     |
| Павел Деревянко       | Павел Деревянко                 |
| Полина Виторган       | дочь                            |

## Создание и оценки
Сериал был снят режиссёром Никитой Власовым, сценарий написали Сергей Петрейков, Леонид Барац и Ростислав Хаит. Главные роли сыграли Максим Виторган, Ростислав Хаит, Леонид Барац, Александр Демидов, Камиль Ларин. Съёмки начались летом 2021 года и проходили в Москве и Московской области. Большинство сцен было отснято в павильонах киностудии «Мосфильм». Первый тизер-трейлер вышел второго сентября 2021 года на YouTube-канале видеосервиса Start. Премьерный показ сериала проходил с 11 ноября по 23 декабря 2021 года.
Сериал стал первым совместным проектом «Квартета И» и онлайн-кинотеатра «Start» — в январе 2021 года был подписан эксклюзивный контракт.
Обозреватель «Российской газеты» констатировал, что по сути сериал — «очередной фильм „Квартета И“, только длиной три с половиной часа и выдаваемый по частям (8 серий примерно по 25 минут)», с примерно теми же героями, которые продолжают с иронией рефлексировать по поводу своих жизненных трудностей. По словам критика, это «производственная мелодрама с типичным, годами остающимся неизменным бытовым юмором и утрированным обывательским самокопанием, позволившим „Квартету И“ завоевать свою — достаточно обширную — аудиторию». Основная сюжетная линия явно пародирует фильм Федерико Феллини «Восемь с половиной».
Рецензент «Киноафиши», тоже отметивший отсутствие принципиальной новизны, считает, что «сериал традиционно подкупает колоритными актёрскими работами, меткими шутками и хулиганским монтажом, легко перемещающим действие во времени и пространстве, а иногда и разрушающим четвёртую стену». Денис Горелов («Комсомольская правда») назвал единственным, но важным плюсом шоу «крайнюю органику пребывания квартета и ближних в кадре». Михаил Дряшин («Абзац Медиа») увидел в сериале «робкую и неумелую попытку выпрыгнуть из иссякшего уже источника в другую, более серьёзную субстанцию».